# 1722 en architecture
| Années de l'architecture : 1719 - 1720 - 1721 - 1722 - 1723 - 1724 - 1725    |
| Décennies de l'architecture : 1690 - 1700 - 1710 - 1720 - 1730 - 1740 - 1750 |

Cet article présente les faits marquants de l'année 1722 en architecture.

## Réalisations
- Hôtel de Choiseul-Praslin, par Sulpice Gaubier, à Paris.

## Événements
- x

## Récompenses
- Prix de Rome : x

## Naissances
- Michel-Barthélemy Hazon (†1822).

## Décès
- x